# Nu Flow
Nu Flow is de eerste single van de Britse r&b-groep Big Brovaz. De single vormde het begin voor hun debuutalbum Nu-Flow. In Australië kreeg Big Brovaz voor deze single een Platina-plaat.

## Tracklist
1. "Nu Flow" (originele versie)
2. "Nu Flow" (Blacksmith club rub)
3. "Nu Flow" (Shy FX & T-Power remix)
4. "Nu Flow" (video)